# Taljanky
Taljanky (ukrainisch und russisch Тальянки; polnisch Talianka/Talianki/Talanki) ist ein Dorf im Westen der ukrainischen Oblast Tscherkassy mit etwa 1700 Einwohnern (2001).

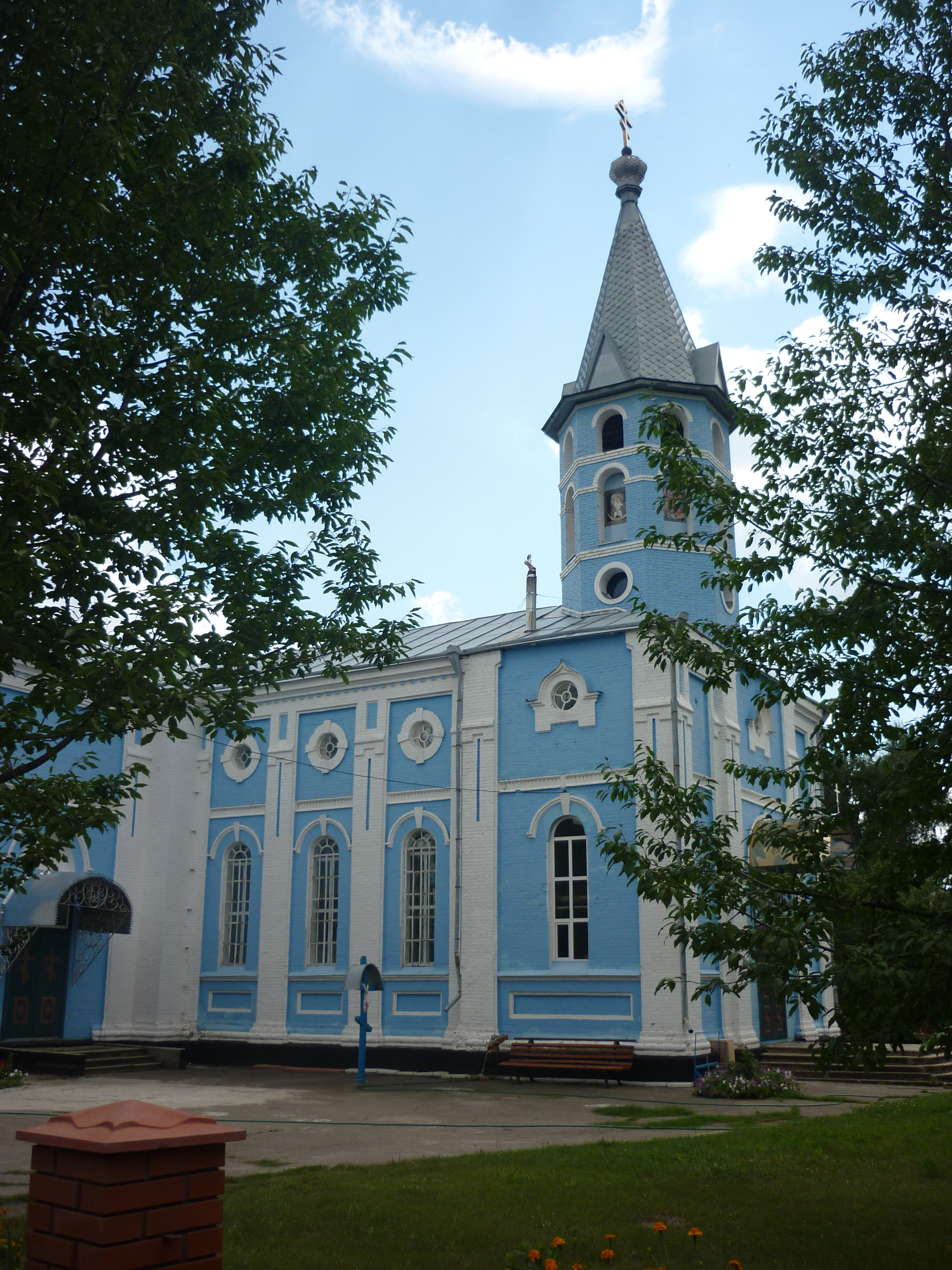
Heilig-Schutz-Kirche in Taljanky

Die Ortschaft liegt auf einer Höhe von 201 m 17 km südwestlich vom ehemaligen Rajonzentrum Talne und 155 km südwestlich vom Oblastzentrum Tscherkassy. Die Stadt Uman liegt 30 km westlich von Taljanky. Im Süden des Dorfes verläuft die Fernstraße N 16.
Am 12. Juni 2020 wurde das Dorf ein Teil der Stadtgemeinde Talne, bis dahin bildete es die gleichnamige Landratsgemeinde Taljanky (Тальянківська сільська рада/Taljankiwska silska rada) im Südwesten des Rajons Talne.
Am 17. Juli 2020 kam es im Zuge einer großen Rajonsreform zum Anschluss des Rajonsgebietes an den Rajon Swenyhorodka.

## Geschichte
Das Ende des 17. Jahrhunderts gegründete Dorf wurde 1763 erstmals schriftlich erwähnt.
Vom 31. Juli 1941 bis 9. März 1944 war die Ortschaft von der Wehrmacht besetzt.

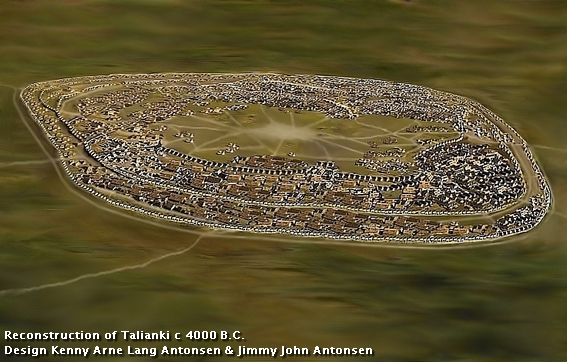
Rekonstruierte Siedlung der „Trypillja-Kultur“ bei Taljanky

## Historisches und kulturelles Reservat „Trypillja-Kultur“
Bei der Ortschaft wurde eine mehr als 5000 Jahre alte und 450 Hektar große Siedlung der Cucuteni-Tripolje-Kultur entdeckt, in deren 1500 bis 2800 Gebäuden 6000 bis 25.000 Menschen lebten, und die somit eine der größten bekannten Siedlungen im 4. Jahrtausend v. Chr. in Europa und möglicherweise weltweit war.
Seit 2003 ist diese Siedlung Bestandteil des Staatlichen Historischen und kulturellen Reservats „Trypillja-Kultur“ (Державний історико-культурний заповідник «Трипільська культура»).